# A róka és a kutya
A róka és a kutya (eredeti cím: The Fox and the Hound) 1981-ben bemutatott amerikai rajzfilm, amely Daniel P. Mannix regénye alapján készült. A 24. Disney-film rendezői Richard Rich, Ted Berman és Art Stevens. Az animációs játékfilm producerei Wolfgang Reitherman és Art Stevens. A forgatókönyvet Ted Berman, Larry Clemmons, Vance Gerry, Steve Hulett, Earl Kress, Burny Mattinson, David Michener és Peter Young írta, a zenéjét Buddy Baker szerezte. A mozifilm a Walt Disney Productions gyártásában készült, a Buena Vista Distribution forgalmazásában jelent meg. Műfaja filmdráma.
Amerikában 1981. július 10-én mutatták be a mozikban, Magyarországon 2007. szeptember 17-én adták ki DVD-n.
Az elkészítése 12 millió dollárba került, ami a megjelenés idején az egyik legtöbb pénz volt, amit valaha animációs filmbe fektettek. Ez volt az utolsó "Walt Disney Animated Classics" film, aminek nem volt vége főcíme és ez volt az utolsó, amiben Don Bluth segédkezett.
A történet középpontjában egy szokatlan kapcsolat áll egy vadászkutya és egy vörös róka között, akik próbálják megtartani barátságukat ösztöneik ellenére.

## Cselekmény
Miután egy fiatal rókakölyök árvaságra jut, Bölcs Mama, a bagoly, Hosszú, a harkály és Pici, a sárga pinty elintézik, hogy egy özvegyasszony, Tweed örökbe fogadja. Tweed Todnak nevezi a kis rókát, mert egy tipegő csecsemőre emlékezteti.
Tweed szomszédja, Amos Slade egy kopókölyköt hoz haza, akinek a Szimat nevet adja. Szimatot vadászkutyája, Vezér felügyeletére bízza, hogy tanítsa meg a „mesterségre”.
Tod, a róka és Szimat, a kutya hamar barátok lesznek és ígéretet tesznek, hogy örökké megtartják barátságukat. Slade azonban egyre inkább rossz szemmel nézi, hogy Szimat minduntalan elkóborol és játszadozik, és büntetésből pórázra fogja. Tod meglátogatja, de amíg játszadoznak, véletlenül felébresztik Vezért. Slade és Vezér üldözőbe veszik Todot és addig üldözik, amíg Tweed védelmébe nem veszi. Heves vita után Slade megesküszik, hogy megöli Todot, ha még egyszer meglátja a tanyáján.
A vadászszezon kezdetével Slade fogja kutyáit és beveti magát az erdőbe. Időközben Bölcs Mama elmagyarázza Todnak, hogy a barátság idővel megváltozhat, de Tod nem akar hinni neki.
Hónapokkal később Tod és Szimat már felnőttek. Egy éjszaka, miután Szimat visszatért a tanyára gazdájával, Tod odalopódzik, hogy találkozzon barátjával. Szimat nem bánja, hogy meglátogatta, de elmagyarázza neki, hogy bár továbbra is barátjának tartja Todot, de ő most már egy vadászkutya és a dolgok megváltoztak. Vezér most is felébred és ugatásával felveri Slade-et, aki üldözőbe veszi Todot. Szimat megtalálja az elbújt Todot, de elengedi, miközben tévútra vezeti Vezért és Slade-et. Vezér követi a rossz nyomot, ami egy szakadékon átívelő vasúti sínpárra vezeti, ahonnan Vezér a mélybe zuhan. Szimat és Slade Todot okolják a balesetért és bosszút esküdnek.
Tweed rájön, hogy kedvenc rókája többé nincs biztonságban vele, ezért a közeli vadasparkban keres neki helyet. Bölcs Mama itt bemutatja Todot a Rókica névre hallgató lány rókának. Slade és Szimat behatol a vadasparkba és üldözőbe veszik a rókákat.
Az üldözés akkor éri el csúcspontját, amikor Slade és Szimat véletlenül kiprovokálják egy hatalmas fekete medve támadását. Slade megbotlik, elesik és saját csapdájába esik, miközben fegyvere kiesik kezéből. Szimat megpróbálja felvenni a harcot a medvével, de nem sok esélye van. Ekkor lép közbe Tod, aki rátámad a medvére, hogy megvédje Szimatot, a medve üldözőbe veszi, majd mindketten egy vízesésbe zuhannak.
Szimat megtalálja Tod sérült testét a vízesés alján kialakult tó partján, éppen akkor, amikor Slade is felbukkan, fegyverrel a kezében. Slade le akarja lőni a rókát, de Szimat nem engedi és saját testével védelmezi Todot. Slade enged, leereszti a fegyverét és végül Szimattal együtt távozik, aki még utoljára cinkosan összemosolyog barátjával.
Otthon Tweed viseli gondját a sérült Slade-nek, miközben a kutyák is jól megérdemelt pihenésüket tartják. Szimat elmosolyodik, amikor arra a napra gondol, amikor összebarátkozott Toddal. A falu felett magasodó dombon Rókica csatlakozik Todhoz és még egyszer utoljára lenéznek Tweed és Szimat otthonára.